# Kalekowez
Das Dorf Kalekowez ist ein bulgarisches Dorf in der Gemeinde Mariza (Oblast Plowdiw) im südlichen Teil von Bulgarien. 2006 hatte es 2625 Einwohner.